# Dawid Abramowitsch Tyschler
Dawid Abramowitsch Tyschler (russisch Давид Абрамович Тышлер; * 13. Juli 1927 in Cherson; † 7. Juni 2014) war ein sowjetischer Säbelfechter.

## Erfolge
1955 erfocht Tyschler bei den Weltmeisterschaften in Rom Bronze mit der Säbel-Mannschaft.
Bei den Olympischen Spielen 1956 in Melbourne gewann er Bronze mit der Mannschaft.
1957 in Paris und 1958 in Philadelphia holte er bei den Weltmeisterschaften Silber mit der Mannschaft, 1958 auch Silber im Einzelwettbewerb.
1959 bei den Weltmeisterschaften in Budapest bekam die Mannschaft mit ihm Bronze.
Sein letzter großer internationaler Auftritt als Aktiver war bei den Olympischen Spielen 1960 in Rom, dort belegte Tyschler im Einzel den siebten Platz.
An den Olympischen Spielen 1960 nahm er als Trainer des sowjetischen Teams teil.